# Синягин, Николай Кузьмич
Николай Кузьмич Синягин (1874—1912) — русский библиофил, коллекционер, библиограф.
После смерти отца, крупного хлеботорговца, получив большое наследство, он пожертвовал более 200 тыс. рублей на строительство каменного здания «Клиники кожных и венерических болезней» по проекту архитектора С. А. Баранкеева при Институте экспериментальной медицины.
В 1900 году на букинистическом горизонте рынке появилось новое лицо. Прекратив торговые дела, Н. К. Синягин все свои средства направил на собирание библиотеки и коллекционирование. Как вспоминал Ф. Г. Шилов, 
«вначале цель и смысл его собирания были нам неясны. Синягин начал с эротики, покупал порнографические картинки. Вскоре он познакомился и близко сошелся с Клочковым и Соловьевым и резко изменил характер своего собирательства. Он стал собирать книги по истории войны 1812 года не только на русском, но и на французском языке». Собирал он также всех классиков в первых изданиях, иллюстрированные издания, народные сказки, народные песни, а также брошюры, гравюры, литографии и рисунки, изображавшие виды русских городов, монастырей и церквей и быт русского народа.
В эротическом отделе его собрания были книги XVIII века с гравюрами и такие книги, как «Маркиз де Сад», «Жизнь 12 цесарей и императриц», «Заветные сказки», очень много французских акварелей, а также акварелей Зичи, изображавших русских царей и великих князей в непристойных позах. Когда убили петербургского градоначальника фон дер Лауница, Синягин посчитал за лучшее уничтожить все сомнительные вещи, в том числе и акварели Зичи.
В его собрании был отдел Rossica; Синягин специально неоднократно ездил за границу и покупал в Берлине и Париже
иллюстрированные издания, касающиеся России, отдельные гравюры и литографии.
Кроме коллекционирования, Н. К. Синягин вполне профессионально занимался описанием иллюстрированных русских книг, составил два выпуска «Материалов для библиографии русских иллюстрированных изданий», подготовил издание истории России в 12 томах, отредактированное Андерсоном; им были подготовлены Материалы к истории императора Александра I и его эпохи, собранные Н. К. Синягиным: Вып. 1. — Санкт-Петербург: Т-во Р. Голике и А. Вильборг, 1910.
Н. К. Синягин был членом и казначеем Кружка любителей русских изящных изданий.
Последние годы жизни Синягин провёл в психиатрической больнице в Удельной.
Его библиотека насчитывала около 20 000 томов. В 1917 году, когда дом Синягина был отдан воинской части, его брат, Иван Кузьмич, за очень низкую цену продал библиотеку П. В. Губару, который позже продавал раритеты из неё в своём магазине «Антиквариат» на Невском проспекте. Отдельные листы (1481 лист) видов городов были проданы Центральному комитету государственных библиотек и оказались затем в Публичной библиотеке (1927); музею города были проданы описания монастырей и церквей; и очень много книг ушло за границу — Губар продал их в Вашингтонскую библиотеку; портретная часть находилась у Губара до 1937 года, когда была передана в Литературный музей в Москве.